# John Silén
John Fredrik Silén (ur. 19 czerwca 1869 w Helsinkach, zm. 3 października 1949 w Helsinkach) – fiński żeglarz, olimpijczyk, zdobywca brązowego medalu w regatach na Letnich Igrzyskach Olimpijskich w 1912 roku w Sztokholmie.
Na Letnich Igrzyskach Olimpijskich 1912 zdobył brąz w żeglarskiej klasie 12 metrów. Załogę jachtu Heatherbell tworzyli również Max Alfthan, Ernst Krogius, Erik Hartvall, Jarl Hulldén, Sigurd Juslén, Axel Krogius i Eino Sandelin.